# Ngựa Tây Ban Nha-Norman
Ngựa Tây Ban Nha-Norman là một giống ngựa máu ấm, là kết quả của sự lai tạo giữa hai giống ngựa có lịch sử lâu đời hơn nhiều - ngựa Andalusian của Tây Ban Nha và ngựa Percheron của Pháp. Năm 1991, một cơ quan đăng ký đã được tạo ra ở Connecticut ở Hoa Kỳ để duy trì hồ sơ của giống. Người Tây Ban Nha-Norman được lai tạo chủ yếu với vai trò một giống ngựa thể thao.

## Lịch sử
Cả ngựa Andalucia và người Percheron đều có tổ tiên Tây Ban Nha và ngựa Barb. Ngựa Andalusia có nguồn gốc từ những con ngựa của Tây Ban Nha và Bồ Đào Nha, và được đặt tên từ nơi xuất phát của nó, vùng Andalusia của Tây Ban Nha. Trong suốt lịch sử, các giống ngựa Bỉ này đã bị ảnh hưởng bởi nhiều người và nền văn hóa khác nhau đã chiếm Tây Ban Nha.
Ngựa Iberia được xác định là một con ngựa chiến tài năng sớm nhất là 450 BCE. Mặc dù có lịch sử cổ xưa, tất cả những cá thể ngựa Andalus còn sống đều theo dấu một số lượng nhỏ ngựa được lai tạo theo một mệnh lệnh tôn giáo trong thế kỷ 18 và 19. Một dòng máu ngựa hạng nặng bắt đầu từ thế kỷ 16, dẫn đến sự pha loãng của nhiều dòng máu; chỉ những cá thể ngựa được bảo vệ bởi nhân giống chọn lọc vẫn còn nguyên vẹn để trở thành ngựa Andalus hiện đại.
Giống ngựa Percheron có nguồn gốc từ Pháp, lấy tên từ tỉnh Perche cũ. Nguồn gốc chính xác của nó là không rõ, và một số lý thuyết đã được đưa ra để nhằm tìm kiếm tổ tiên của giống. Những giả thuyết này bao gồm Percheron có nguồn gốc khác nhau từ các con ngựa Ả Rập được đưa đến khu vực bởi những kẻ xâm lược Hồi giáo thế kỷ thứ 8, ngựa kỵ binh Moorish từ Trận Poitiers và ngựa Boulonnais được sử dụng bởi quân đoàn Caesars. Người ta biết rằng nhiều phần máu Ả Rập, phương Đông và Tây Ban Nha đã được thêm vào trong lịch sử của giống ngựa này.